# Karl von Gareis
Karl Heinrich Franz von Gareis (24. april 1844 i Bamberg – 15. januar 1923 i München) var en tysk retslærd.
Gareis blev privatdocent i Würzburg 1870, 1873 ordinær professor i Bern, 1875 i Giessen, hvor han samtidig fra 1883 var kansler, 1888 i Königsberg, 1902—17 i München, 1878—81 medlem af Rigsdagen som nationalliberal. Gareis har udfoldet en mangesidig og rig forfattervirksomhed, der omspænder såvel handels-, stats- og folkeret som
retsencyklopædi, retshistorie, borgerlig ret med mere.
Af hans civilretlige arbejder kan blandt mange andre fremhæves: Die Creationstheorie. Eine wechselrechtliche Kritik (1868), Das Stellen zur Disposition nach modernem deutschem Handelsrecht (1870), Die Verträge zu Gunsten Dritter (1873), Grundriss zu Vorlesungen über das deutsche bürgerliche Recht (1877), den meget benyttede Das deutsche Handelsrecht (1880, 8 oplag 1909. Oversat på russisk, italiensk og japansk), Das Recht am menschlichen Körper (1900).
Han skrev fremstillingen af Das Kaufgeschäft i Wilhelm Endemanns Handbuch (II 1882) og af handels- og vekselretten i Paul Hinnebergs Die Kultur der Gegenwart (II Afd. VIII 1906, 2. oplag 1913). Sammen med Friedrich Endemann udgav Gareis Einführung in das Studium des Bürgerlichen Gesetzbuchs für das deutsche Reich (2. oplag 1896). Til Marquardsens Handbuch bidrog Gareis med Allgemeines Staatsrecht (1883) og Das Staatsrecht des Grossherzogtums Hessen (1884).
På folkerettens område har Gareis blandt andet skrevet Das heutige Völkerrecht und der Menschenhandel (i festskriften til Bluntschli 1879) og Institutionen des Völkerrechts (1888, 2. oplag 1901, med tillæg 1912), på retsencyclopædiens
Encyclopädie und Methodologie der Rechtswissenschaft (1887, 4. oplag 1913. Oversat på engelsk), hvortil slutter sig Über die Einführung in das Studium der Rechtswissenschaft (1894), Vom Begriff Gerechtigkeit (1907, i festskriften til Giessen-Universitetets jubilæum) og rektoratstalen Moderne Bewegungen in der Wissenschaft des deutschen Privatrechts (1912).
I forening med Philipp Zorn offentliggjorde Gareis Staat und Kirche in der Schweiz (I—II 1877—78). Også på patent- og autorrettens felter har Gareis været virksom, blandt andet ved Patentgesetzgebung (I—II 1879, III 1880, IV, fortsat af A. Werner, 1885). Fra 1886 har han udgivet Deutsche Reichsgesetze in Einzel-Abdrucken, der indtil 1918 forelå i over 600 numre.